# Norman Borlaug

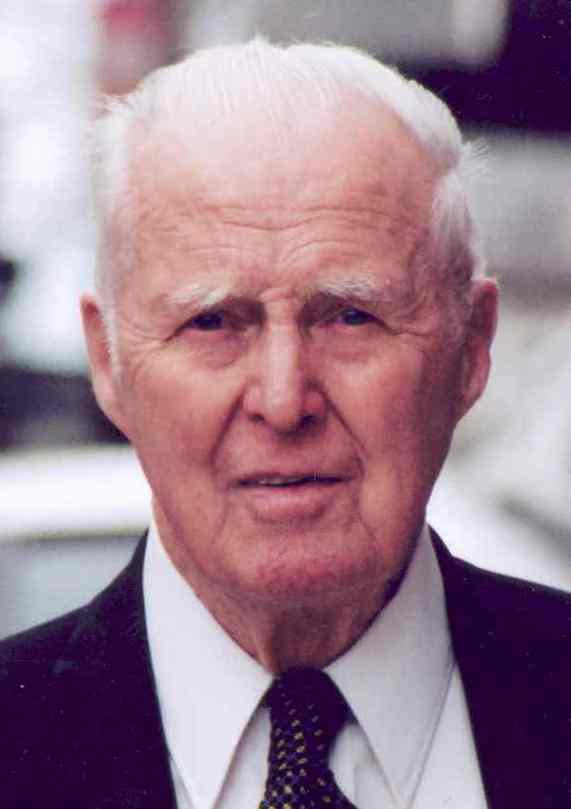
Norman Borlaug (2004)

Norman Ernest Borlaug (* 25. März 1914 in Cresco, Iowa; † 12. September 2009 in Dallas, Texas) war ein amerikanischer Agrarwissenschaftler, der für seine Bestrebungen und Arbeiten zur Verbesserung der Landwirtschaft 1970 den Friedensnobelpreis erhielt.

## Biographie
Norman E. Borlaug wurde 1914 als Sohn eines Farmers geboren und besuchte bis 1932 die High School in seiner Heimatstadt Cresco. Danach studierte er Forst- und Agrarwissenschaften an der University of Minnesota und schloss das Studium 1937 mit dem Bachelor of Science ab. 1938 und 1939 war er im Forstdienst der USA tätig. 1941 wurde er mit einer Dissertation zur Pflanzenphysiologie über Variation and Variability in Fusarium Lini promoviert. 1941 wurde er Dozent an der University of Iowa; von 1942 bis 1944 arbeitete er als wissenschaftlicher Mitarbeiter im Forschungslabor der „DuPont de Nemours Foundation“.
1944 wurde Borlaug Mitarbeiter eines Forschungsprogramms der Rockefeller-Stiftung zur Steigerung der Weizen-, Mais- und Bohnenerträge durch Biotechnologie in Mexiko. Er arbeitete dort bis 1960. Von 1964 bis 1979 leitete er die Weizenabteilung des Internationalen Mais- und Weizenveredelungszentrums in Mexiko. Er erregte Aufsehen, weil er nicht – dem in Mexiko damals üblichen Bild eines Chefs gemäß – mit einem „saco limpio“ (sauberen Jackett) im Büro saß und seine Untergebenen kommen ließ, sondern zu den Bauern aufs Feld ging und sie beriet.
Während seiner Arbeiten entwickelte Borlaug mehrere Weizenhochleistungssorten, wobei er auch die Grundlage für die Züchtung dieser Sorten in Pakistan und im Mittleren Osten legte. Besonders bekannt wurde der ertragsstarke Mexikoweizen, dem ein Gen zum „Zwergwuchs“ einer japanischen Sorte eingezüchtet wurde. Dieser Weizen kann aufgrund seines kurzen und kompakten Halms die schwere Ähre tragen, ohne abzuknicken. Vor allem in Indien, wo dieser Weizen seit 1962 angebaut wird, konnten die Erträge in zehn Jahren auf fast das Dreifache gesteigert werden. 1966 kaufte die indische Regierung daraufhin 18.000 Tonnen des von Borlaug gezüchteten Weizensamens. Die Ernten in den folgenden Jahren waren derart reich, dass die vorhandenen Getreidespeicher nicht ausreichten. Das Korn musste vielerorts in den Schulen aufgeschüttet werden. Ähnliche Erfolge konnten in China durch verbesserten Reis erzielt werden.
Aufgrund dieser Erfolge gilt Borlaug heute als wesentlicher Initiator der so genannten Grünen Revolution in den Entwicklungsländern, die Millionen Menschen vor dem Hungertod bewahrte. Steven Pinker nennt Borlaug deshalb einen „Giga-Lebensretter“.
Am 12. September 2009 starb Norman Borlaug in Dallas an einer Krebserkrankung.
Norman Borlaug gilt unter Fachleuten als einer der bedeutendsten Agrarwissenschaftler aller Zeiten. In der breiten Öffentlichkeit geriet sein Lebenswerk jedoch – abgesehen von seinem heimatlichen Bundesstaat Iowa – fast in Vergessenheit.

## Ehrungen
- Friedensnobelpreis (1970)
- Ehrendoktorwürde der Michigan State University (1971)[6]
- Ehrendoktorwürde der University of Florida (1973)[7]
- Ehrendoktorwürde der Universität Hohenheim (1975)[8]
- Presidential Medal of Freedom (1977)
- National Medal of Science (2004)
- Padma Vibhushan (2006)
- Für sein Lebenswerk wurde Norman Borlaug am 17. Juli 2007 die höchste Ehrung der USA verliehen: die Congressional Gold Medal.[9]

Norman Borlaug wurde durch die Aufnahme in mehrere Akademien der Wissenschaften und Gelehrtengesellschaften ausgezeichnet, u. a. in die National Academy of Sciences (1968), die Königlich Schwedischen Forst- und Landwirtschaftsakademie (1974), die American Academy of Arts and Sciences (1976) und die Royal Society (1987).
Postume Ehrungen:
- Am 2. Dezember 2009 wurde der Asteroid (13085) Borlaug nach ihm benannt.
- Am 100. Jahrestag seiner Geburtstags (25. März 2014) wurde eine ihn abbildende Bronzestatue in der National Statuary Hall in Washington enthüllt. Ansonsten fanden im Gedenkjahr 2014 nur wenige öffentliche Würdigungen statt.[10]